# هزاز البقعة جي

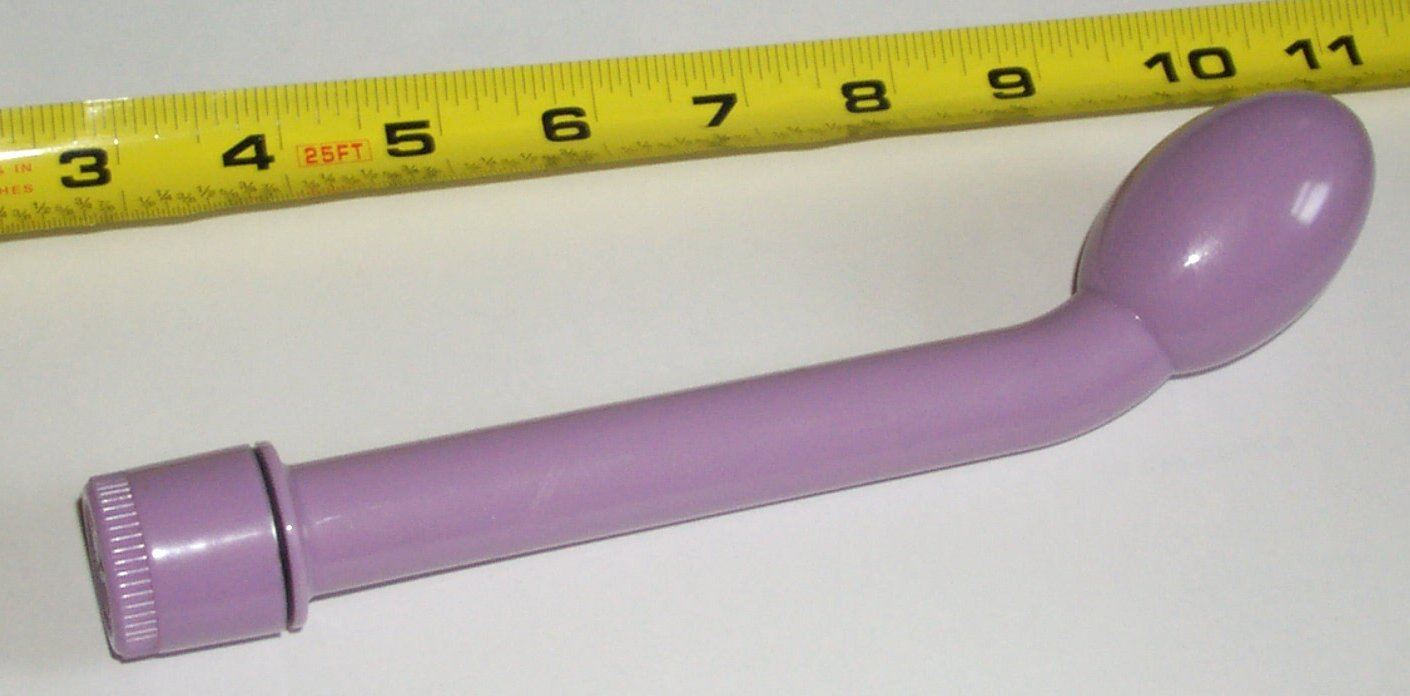
هزاز بقعة جي (مع طوله بالبوصة)

هزاز بقعة جي هي لعبة جنسية متوفرة للإناث والذكور معا. تشتهر هذه اللعبة لدى النساء أكثر حيث أن النسخة النسائية من الجهاز تقوم بتدليك بقعة جي مما ينتج عنه احتكاك وبالتالي شعور بالنشوة وبلوغ لقمة الشهوة في ظرف زمني قصير. هزاز بقعة جي تستهدف في المقام الأول منطقة المهبل عالية الإحساس والتي تعتبرها بعض النساء أهم منطقة مثيرة للشهوة الجنسية خاصة أنها تُحفَّز ويُمكن أن تُوصل للشهوة الجنسية بل حتى الوصول لهزة الجماع ومن ثم القذف. أما النسخة الذكرية من الجهاز فهي لا تحظى بشعبية كبيرة لكنها وبالرغم من ذلك فهي موجودة في الأسواق وتعتمد بالدرجة الأولى على تدليك البروستاتا مما يُؤلد شعورا جنسيا مريحا ورغبة في القذف.

## الإصدارات الأنثوية والذكورية

### الجهاز الأنثوي

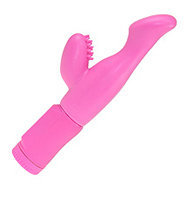
هزاز لبقعة جي مُخصَّص للإناث باللون الوردي

يُشبه هزاز بقعة جي للإناث في شكله القضيب وهو مصمم خصيصا لتحفيز تلك النقطة أو البقعة عالية الاستجابة. ظهر الجهاز للمرة الأولى وذلك كاستجابة للشكاوى التي كثرت حول إيلاج الرجل في المهبل وحده كونه يتوفر على قضيب واحد وبالتالي هذا يمنع المرأة من الوصول إلى النشوة الجنسية خاصة تلك الراغبة في ممارسة الجنس من الخلف والأمام معاً في نفس الفترة. في الحقيقة عادة ما تحتاج المرأة لملامسات خفيفة وحك على مستولا منطقة البظر من أجل تحفيزها وإيصالها للنشوة الجنسية التي تطمح لها،  وبالتالي فإن تحفيز تلك المنطقة _البقعة_ من خلال الإيلاج وبخاصة في الوضع التبشيري من الصعب تحقيقه بسبب زاوية الاختراق الضيقة. لكن وفي المقابل فهزاز بقعة جي يُعطي هذه الفرصة من خلال محاولة تحفيز المنطقة ولو بوجود مساحة ضيقة.
مستوى اختراق المهبل عند استخدام هزاز بقعة جي يعتمد على المرأة لأن جسم المرأة وأعضائها تختلف من سيدة لأخرى. في غالب الأحيان تصل المرأة لنشوتها الجنسية عند تحفيز بقعة جي باستعمال الجهاز وفي نفس الوقت مجامعة زوجها بالإضافة إلى تحفيز باقي المناطق المثيرة للشهوة الجنسية مثل البظر أو الفرج بصفة عامة. عند استخدام الجهاز؛ يُمكن تحفيز بعض المناطق التي لا يصل لها يدويا وذلك للمساعدة على الحصول على نشوة أفضل؛ لكن الأجهزة الحديثة باتت متطورة وباتت تشمل منطقة البظر بأكملها وبالتالي لم تعد هناك من حاجة لاستعمال اليد خلال العملية.
يُشبه هزاز بقعة جي في شكله قضيب الرجل؛ وخاصة في نهايته التي تنحني على المدى الأمامي مما يولد إثارة أكبر لمنطقة المهبل. ولكن يُمكن الحصول على أشكال أخرى من الهزاز وذلك حسب الطلب. بشكل عام؛ يكون رأس هزاز البقعة أكبر بقليل من حشفة القضيب وعادة ما يتراوح بين 2 وحتى 3 سم أما الطول فيتراوح بين 12.5 و17.5 سم.

### الجهاز الذكري
هزاز بقعة جي _وكما ذُكر من قبل_ مخصص للإناث في المقام الأول؛ لكن ظهرت بعض النسخ التي صُنعت خصيصا للرجال. عادة ما يكون هذا الهزاز الرجولي منحني أيضا؛ حيث يتم إدراجه أو بالأحرى إقحامه في قناة الشرج وذلك بهدف تحفيز غدة البروستاتا التي تُعرف أيضا باسم «بقعة جي سبوت الذكورية». ينتعن هذه العملية مجموعة مختلفة ومكثفة الأحاسيس الجنسية. جدير بالذكر هنا أن تدليك البروستاتا يُستخدم أيضا لأغراض الصحة ويوصى به من قبل الطبيب.

## المواد
يُصنع هزاز بقعة جي من الكثير من المواد شأنه شأن معظم الألعاب الجنسية. غالبا ما يتم استعمال مواد في صنعه تُوفر لمسة لطيفة وجيدة مثل السيليكون، الهلام، المطاط، البلاستيك الصلب أو أي مزيج منهم.